# Squash aux Jeux panaméricains de 2019
Navigation
Édition précédente Édition suivante
Les compétitions de squash des Jeux panaméricains 2019 se sont déroulées du 25 juillet au 31 juillet 2019 à Lima.
Il y a 7 épreuves, trois pour les hommes, trois pour les femmes et une épreuve mixte.
Alors que le Péruvien Diego Elías remporte  à domicile sa première médaille d'or individuelle aux Jeux panaméricains, les États-Unis dominent la compétition avec cinq titres dont trois pour Amanda Sobhy ainsi que les titres par équipes hommes et femmes.

## Tableau des médailles
| Rang  | Nation     | Or | Argent | Bronze | Total |
| ----- | ---------- | -- | ------ | ------ | ----- |
| 1     | États-Unis | 5  | 1      | 2      | 7     |
| 2     | Colombie   | 1  | 2      | 2      | 5     |
| 3     | Pérou      | 1  | 0      | 1      | 2     |
| 4     | Canada     | 0  | 3      | 4      | 7     |
| 5     | Mexique    | 0  | 1      | 4      | 5     |
| 6     | Argentine  | 0  | 0      | 1      | 1     |
|       | Chili      | 0  | 0      | 1      | 1     |
| Total | Total      | 7  | 7      | 14     | 28    |

## Palmarès

### Hommes
| Épreuves Hommes                   | Or                                                  | Argent                                                            | Bronze                                                                                               |
| --------------------------------- | --------------------------------------------------- | ----------------------------------------------------------------- | --- |
| Simple homme résultats détaillés  | Diego Elías Pérou                                   | Miguel Ángel Rodríguez Colombie                                   | Robertino Pezzota Argentine César Salazar Mexique                                                    |
| Double homme résultats détaillés  | Chris Hanson Todd Harrity États-Unis                | Nick Sachvie Shawn Delierre Canada                                | Arturo Salazar César Salazar Mexique Diego Elías Alonso Escudero Pérou                               |
| Équipes homme résultats détaillés | Todd Harrity Chris Hanson Andrew Douglas États-Unis | Miguel Ángel Rodríguez Juan Camilo Vargas Andrés Herrera Colombie | Shawn Delierre Nick Sachvie Andrew Schnell Canada César Salazar Arturo Salazar Alfredo Ávila Mexique |

### Femmes
| Épreuves Femmes                   | Or                                                            | Argent                                                      | Bronze                                                                                                   |
| --------------------------------- | ------------------------------------------------------------- | ----------------------------------------------------------- | --- |
| Simple femme résultats détaillés  | Amanda Sobhy États-Unis                                       | Olivia Blatchford Clyne États-Unis                          | Hollie Naughton Canada Samantha Cornett Canada                                                           |
| Double femme résultats détaillés  | Amanda Sobhy Sabrina Sobhy États-Unis                         | Samantha Cornett Danielle Letourneau Canada                 | Anita Pinto Giselle Delgado Chili María Tovar Laura Tovar Colombie                                       |
| Équipes femme résultats détaillés | Amanda Sobhy Olivia Blatchford Clyne Sabrina Sobhy États-Unis | Hollie Naughton Samantha Cornett Danielle Letourneau Canada | Catalina Peláez Laura Tovar María Tovar Colombie Diana García Dina Anguiano Gómez Samantha Terán Mexique |

### Mixte
| Épreuves mixtes           | Or                                              | Argent                             | Bronze                                                                                  |
| ------------------------- | ----------------------------------------------- | ---------------------------------- | --------------------------------------------------------------------------------------- |
| Mixte résultats détaillés | Catalina Peláez Miguel Ángel Rodríguez Colombie | Diana García Alfredo Ávila Mexique | Olivia Blatchford Clyne Andrew Douglas États-Unis Hollie Naughton Andrew Schnell Canada |

## Nations participantes
Il y a 13 nations participantes pour un total de 60 athlètes. Le nombre d'athlètes par pays est entre parenthèses après le nom du pays.
- Argentine (6)
- Bermudes (3)
- Brésil (3)
- Canada (2)
- Chili (6)
- Colombie (6)
- États-Unis (6)
- Guatemala (3)
- Guyana (3)
- Jamaïque (3)
- Mexique (6
- Pérou (6)
- Salvador (3)